# Ковина (Калифорнија)
Ковина (енгл. Covina) град је у америчкој савезној држави Калифорнија. По попису становништва из 2010. у њему је живело 47.796 становника.

## Демографија
Према попису становништва из 2010. у граду је живело 47.796 становника, што је 959 (2,0%) становника више него 2000. године.
| Група             | 2000.          | 2010.          |
| Белци             | 19.801 (42,3%) | 14.288 (29,9%) |
| Афроамериканци    | 2.354 (5,0%)   | 2.013 (4,2%)   |
| Азијати           | 4.598 (9,8%)   | 5.684 (11,9%)  |
| Хиспаноамериканци | 18.871 (40,3%) | 25.030 (52,4%) |
| Укупно            | 46.837         | 47.796         |